# Francis Horner
Francis Horner (12 août 1778 - 8 février 1817) est un homme politique, journaliste, avocat et économiste politique whig écossais.

## Jeunesse: 1778–1807
Il est né à Édimbourg, fils de John Horner, un marchand de lin, et de sa femme Joanna Baillie . La famille vit à l'origine sur Princes Street puis déménage au 19 York Place . Il est le frère de Leonard Horner. Il a un autre frère cadet, John Horner (1782-1829), et une sœur cadette, Frances Horner (1789-1876) qui épouse Myles Byrne.
Il fait ses études au lycée d'Édimbourg sous la direction du Dr Alexander Adam. Il passe ensuite un an dans une école privée à Shacklewell près de Londres sous John Hewlett .
Il étudie ensuite le droit à l'Université d'Édimbourg, où il est salué par le professeur Dugald Stewart comme un intellectuel polyvalent . Il quitte l'université en 1795 et accompagne le Rév. John Hewlett à Middlesex, où il perd presque son accent écossais . Il est également membre de la Société spéculative (avec Henry Brougham) et de l'Académie de physique, des sociétés chimiques et littéraires, ainsi que d'autres. En mai 1799, il lit le discours d'Henry Addington en faveur de l'union avec l'Irlande et écrit dans son journal : « J'aime, tout au long de ce discours, cette connaissance familière des principes et du langage de la constitution... qui... éveille toute ma vénération (dont certaines peuvent être des préjugés) pour l'ancienne politique whig d'Angleterre, qui est actuellement si démodée, étant haïe par les deux partis ». Il étudie l'histoire de David Hume en août 1800 et écrit : « L'histoire de la Grande-Bretagne, au cours du XVIIIe siècle, me hante comme un rêve ; et je suis alternativement enivré de visions de lauriers historiques et d'éminence médico-légale » .
Il obtient son diplôme d'avocat en Écosse en 1800, mais après quelques années de pratique, il se rend à Londres pour se former au barreau anglais de Lincoln's Inn et y obtient son diplôme en 1807.
En 1802, Horner est l'un des fondateurs (avec Francis Jeffrey) de l'Edinburgh Review et, au cours des années suivantes, il donne quatorze articles à cette revue. Il incarne le personnage de Frank the Tinker dans John Paterson's Mare, la satire allégorique de James Hogg sur la scène éditoriale d'Édimbourg publiée pour la première fois dans le Newcastle Magazine en 1825 .
En 1807, il est élu membre de la Royal Society of Edinburgh avec comme proposants Sir James Hall, John Playfair et Thomas Allan (minéralogiste) .

## Carrière politique: 1806-1817

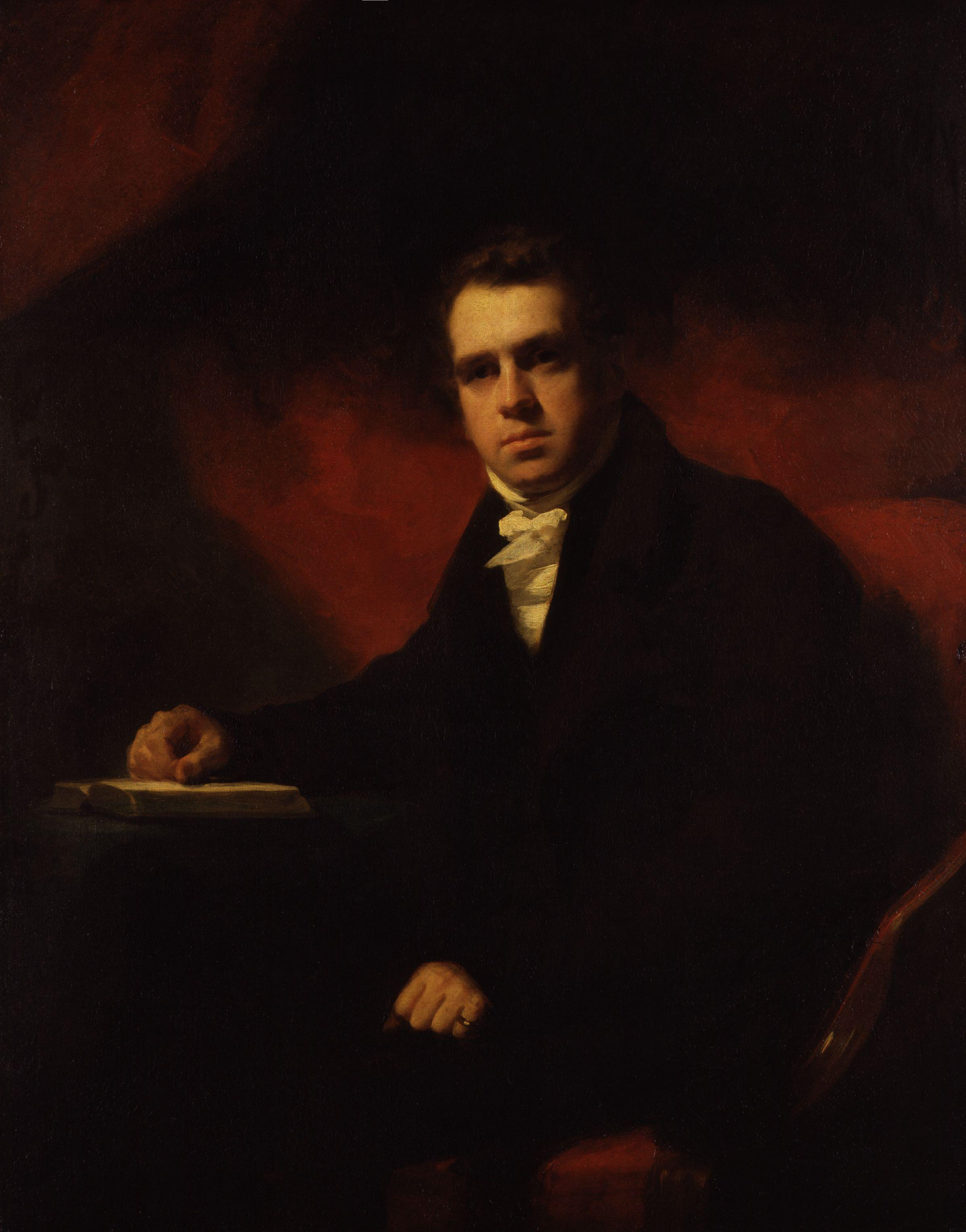
Horner par Sir Henry Raeburn.

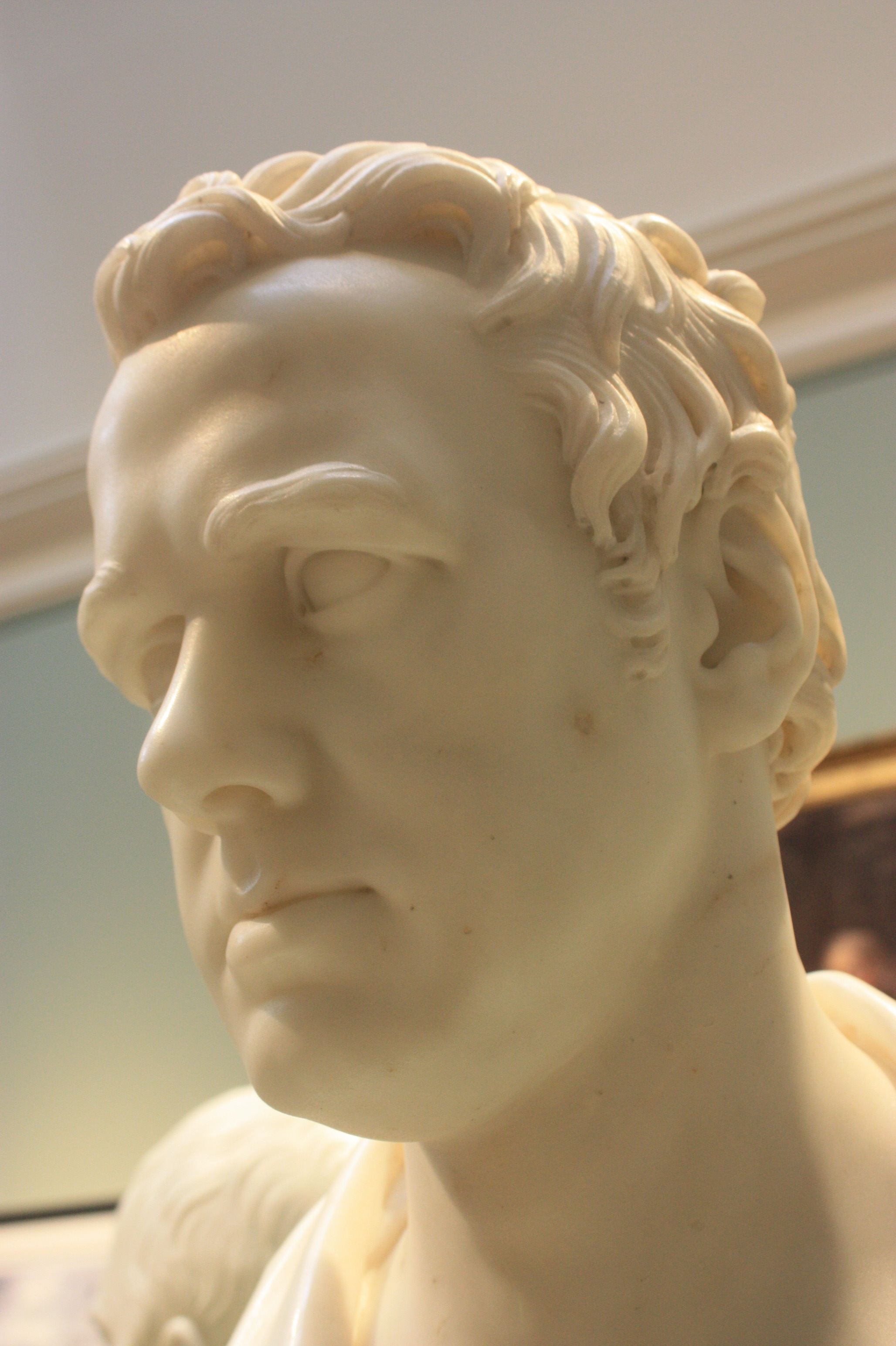
Francis Horner par Sir Francis Chantrey 1818

Horner est élu député de St. Ives en 1806, de Wendover en 1807 et de St. Mawes en 1812 (sous le patronage du marquis de Buckingham).
Il traduit Elements of Algebra de Leonhard Euler en 1797 et révise le Short Account of a late Short Administration de Henry Bennet pour publication en 1807.
Horner se voit offrir un poste de secrétaire au Trésor en 1811 lorsque William Grenville tente de former un ministère, ce qu'il refuse car il n'accepterait pas de poste tant qu'il ne serait pas assez riche pour vivre hors de ses fonctions. Adepte de l'Économie politique, il critique les Corn Laws et l'esclavage en 1813-15. Le 20 mars 1815, la City de Londres le remercie pour sa critique du protectionnisme .
Le 1er février 1810, il propose une commission d'enquête sur le prix élevé des lingots. Il est ensuite nommé président du Bullion Committee, où il "étendit et confirma sa renommée d'économiste politique par sa participation au célèbre Bullion Report ". Le comité rend son rapport le 8 juin (mais n'a été publié qu'en août). Le 20 février 1811, Horner préconise l'abrogation des restrictions sur les paiements en espèces et, le 6 mai, présente seize résolutions favorables, mais elles sont contrées le 26 juin par des contre-résolutions gouvernementales .
Après la défaite de Napoléon en 1814, il critique le règlement de paix comme "le pillage de l'Europe" par les "voleurs de Vienne " .
Après que Napoléon se soit échappé d'Elbe et soit redevenu le souverain de la France, Horner est contre la reprise de la guerre et la charge fiscale nécessaire pour la payer. Il s'oppose également à la restauration des Bourbons en France et à Naples. Cela conduit à des désaccords avec la faction Grenvillite et le 8 avril, il propose de démissionner de son siège, mais est persuadé de ne pas le faire par Lord Grenville. Le 28 avril, il vote pour la motion de paix de Samuel Whitbread et envisage de nouveau de démissionner, mais décide de ne pas le faire. Après la défaite de Napoléon, il s'oppose de nouveau à un règlement de paix conservateur, à l'établissement militaire coûteux et au lourd fardeau fiscal qu'il implique .
Le projet de loi proposé par Horner pour la réglementation des grands jurys sur les actes d'accusation en Irlande est adopté en 1816. Sa proposition du 1er mai de mettre fin au renouvellement de la loi sur les restrictions bancaires est rejetée à la Chambre des communes par 146 voix contre 73, tout comme ses propositions d'autoriser les paiements en espèces dans deux ans .
En octobre 1816, ses médecins lui conseillent de se rendre en Italie en raison de problèmes de santé. Il réside à Pise à partir de décembre 1816. Cependant, il meurt à Pise quelques mois plus tard. Il est enterré dans le vieux cimetière anglais de Livourne et a une statue à l'Abbaye de Westminster .
Il ne s'est jamais marié et n'a pas d'enfants.